# Rali Dakar de 2011
Rali Dakar 2011 foi a 32ª edição da corrida de rali mais exigente do mundo. Ocorreu entre 1 e 15 de janeiro na América do Sul pelo terceiro ano consecutivo, após o cancelamento do 2008 por ameaças terroristas na África. A empresa francesa ASO (Amaury Sport Organisation) foi a organizadora do Dakar, que percorreu terras argentinas e chilenas.

## Etapas
| 1  | 1 de Janeiro 2 de Janeiro | Buenos Aires Victoria    | Victoria Córdoba         |                          |                          |                          |                          |                          |                          |                          |                          |
| 2  | 3 de Janeiro              | Córdoba                  | San Miguel de Tucumán    |                          |                          |                          |                          |                          |                          |                          |                          |
| 3  | 4 de Janeiro              | San Miguel de Tucumán    | San Salvador de Jujuy    |                          |                          |                          |                          |                          |                          |                          |                          |
| 4  | 5 de Janeiro              | San Salvador de Jujuy    | Calama                   |                          |                          |                          |                          |                          |                          |                          |                          |
| 5  | 6 de Janeiro              | Calama                   | Iquique                  |                          |                          |                          |                          |                          |                          |                          |                          |
| 6  | 7 de Janeiro              | Iquique                  | Arica                    |                          |                          |                          |                          |                          |                          |                          |                          |
|    | 8 de Janeiro              | Dia de descanso em Arica | Dia de descanso em Arica | Dia de descanso em Arica | Dia de descanso em Arica | Dia de descanso em Arica | Dia de descanso em Arica | Dia de descanso em Arica | Dia de descanso em Arica | Dia de descanso em Arica | Dia de descanso em Arica |
| 7  | 9 de Janeiro              | Arica                    | Antofagasta              |                          |                          |                          |                          |                          |                          |                          |                          |
| 8  | 10 de Janeiro             | Antofagasta              | Copiapó                  |                          |                          |                          |                          |                          |                          |                          |                          |
| 9  | 11 de Janeiro             | Copiapó                  | Copiapó                  |                          |                          |                          |                          |                          |                          |                          |                          |
| 10 | 12 de Janeiro             | Copiapó                  | Chilecito                |                          |                          |                          |                          |                          |                          |                          |                          |
| 11 | 13 de Janeiro             | Chilecito                | San Juan                 |                          |                          |                          |                          |                          |                          |                          |                          |
| 12 | 14 de Janeiro             | San Juan                 | Córdoba                  |                          |                          |                          |                          |                          |                          |                          |                          |
| 13 | 15 de Janeiro             | Córdoba                  | Buenos Aires             |                          |                          |                          |                          |                          |                          |                          |                          |

## Resultados por etapas
| 1             | 1 Janeiro 2 Janeiro | Buenos Aires Victoria  | Victoria Córdoba       | Motos/Quads            | 943                    | 192                    | 1135                   | C. Despres      | J. Macháček     | C. Sainz        | V. Chagin       |                 |                 |                 |
| 1             | 1 Janeiro 2 Janeiro | Buenos Aires Victoria  | Victoria Córdoba       | Automóveis/Camiões     | 943                    | 222                    | 1165                   | C. Despres      | J. Macháček     | C. Sainz        | V. Chagin       |                 |                 |                 |
| 2             | 3 Janeiro           | Córdoba                | San Miguel de Tucumán  | Motos/Quads            | 440                    | 300                    | 740                    | C. Despres      | A. Patronelli   | C. Sainz        | F. Kabirov      |                 |                 |                 |
| 2             | 3 Janeiro           | Córdoba                | San Miguel de Tucumán  | Automóveis/Camiões     | 440                    | 324                    | 764                    | C. Despres      | A. Patronelli   | C. Sainz        | F. Kabirov      |                 |                 |                 |
| 3             | 4 Janeiro           | San Miguel de Tucumán  | San Salvador de Jujuy  | Motos/Quads            | 231                    | 521                    | 752                    | M. Coma         | T. Maffei       | N. Al-Attiyah   | V. Chagin       |                 |                 |                 |
| 3             | 4 Janeiro           | San Miguel de Tucumán  | San Salvador de Jujuy  | Automóveis             | 231                    | 500                    | 731                    | M. Coma         | T. Maffei       | N. Al-Attiyah   | V. Chagin       |                 |                 |                 |
| 3             | 4 Janeiro           | San Miguel de Tucumán  | San Salvador de Jujuy  | Camiões                | 408                    | 226                    | 634                    | M. Coma         | T. Maffei       | N. Al-Attiyah   | V. Chagin       |                 |                 |                 |
| 4             | 5 Janeiro           | San Salvador de Jujuy  | Calama                 | Todos                  | 554                    | 207                    | 761                    | M. Coma         | T. Maffei       | C. Sainz        | V. Chagin       |                 |                 |                 |
| 5             | 6 Janeiro           | Calama                 | Iquique                | Todos                  | 36                     | 423                    | 459                    | P. Gonçalves    | A. Patronelli   | S. Peterhansel  | F. Kabirov      |                 |                 |                 |
| 6             | 7 Janeiro           | Iquique                | Arica                  | Todos                  | 265                    | 456                    | 721                    | H. Rodrigues    | A. Patronelli   | C. Sainz        | A. Loprais      |                 |                 |                 |
| –             | 8 Janeiro           | Arica                  | Arica                  | Dia de Descanso        | Dia de Descanso        | Dia de Descanso        | Dia de Descanso        | Dia de Descanso | Dia de Descanso | Dia de Descanso | Dia de Descanso | Dia de Descanso | Dia de Descanso | Dia de Descanso |
| 7             | 9 Janeiro           | Arica                  | Antofagasta            | Motos/Quads            | 208                    | 631                    | 839                    | F. López        | S. Halpern      | N. Al-Attiyah   | A. Loprais      |                 |                 |                 |
| 7             | 9 Janeiro           | Arica                  | Antofagasta            | Automóveis/Camiões     | 208                    | 611                    | 819                    | F. López        | S. Halpern      | N. Al-Attiyah   | A. Loprais      |                 |                 |                 |
| 8             | 10 Janeiro          | Antofagasta            | Copiapó                | Todos                  | 268                    | 508                    | 776                    | M. Coma         | A. Patronelli   | N. Al-Attiyah   | V. Chagin       |                 |                 |                 |
| 9             | 11 Janeiro          | Copiapó                | Copiapó                | Todos                  | 35                     | 235                    | 270                    | J. Street       | A. Patronelli   | C. Sainz        | F. Kabirov      |                 |                 |                 |
| 10            | 12 Janeiro          | Copiapó                | Chilecito              | Todos                  | 686                    | 176                    | 862                    | M. Coma         | J. Santamarina  | G. de Villiers  | V. Chagin       |                 |                 |                 |
| 11            | 13 Janeiro          | Chilecito              | San Juan               | Todos                  | 164                    | 622                    | 786                    | C. Despres      | S. Halpern      | N. Al-Attiyah   | V. Chagin       |                 |                 |                 |
| 12            | 14 Janeiro          | San Juan               | Córdoba                | Motos/Quads            | 123                    | 555                    | 678                    | M. Coma         | C. Declerck     | C. Sainz        | V. Chagin       |                 |                 |                 |
| 12            | 14 Janeiro          | San Juan               | Córdoba                | Automóveis             | 123                    | 555                    | 678                    | M. Coma         | C. Declerck     | C. Sainz        | V. Chagin       |                 |                 |                 |
| 12            | 14 Janeiro          | San Juan               | Córdoba                | Camiões                | 349                    | 266                    | 615                    | M. Coma         | C. Declerck     | C. Sainz        | V. Chagin       |                 |                 |                 |
| 13            | 15 Janeiro          | Córdoba                | Buenos Aires           | Todos                  | 645                    | 181                    | 826                    | F. Verhoeven    | Ł. Łaskawiec    | C. Sainz        | F. Kabirov      |                 |                 |                 |
| –             | 16 Janeiro          | Chegada a Buenos Aires | Chegada a Buenos Aires | Chegada a Buenos Aires | Chegada a Buenos Aires | Chegada a Buenos Aires | Chegada a Buenos Aires |                 |                 |                 |                 |                 |                 |                 |
| TOTAIS        | TOTAIS              | TOTAIS                 | TOTAIS                 | TOTAIS                 | km                     | km                     | km                     |                 |                 |                 |                 |                 |                 |                 |
| Motos & Quads | Motos & Quads       | Motos & Quads          | Motos & Quads          | Motos & Quads          | 4598                   | 5007                   | 9605                   |                 |                 |                 |                 |                 |                 |                 |
| Automóveis    | Automóveis          | Automóveis             | Automóveis             | Automóveis             | 4598                   | 5020                   | 9618                   |                 |                 |                 |                 |                 |                 |                 |
| Camiões       | Camiões             | Camiões                | Camiões                | Camiões                | 5001                   | 4457                   | 9458                   |                 |                 |                 |                 |                 |                 |                 |

## Classificação geral final
| Categoria    | Ganhador                                                                       | Segundo                                                               | Terceiro                                                                        |
| ------------ | ------------------------------------------------------------------------------ | --------------------------------------------------------------------- | ------------------------------------------------------------------------------- |
| Motocicletas | 001 - KTM Marc Coma 51 h 25 min 00 s                                           | 002 - KTM Cyril Despres + 15 min 04 s                                 | 004 - Yamaha Hélder Rodrigues + 1 h 40 min 20 s                                 |
| Quadriciclos | 252 - Yamaha Alejandro Patronelli 63 h 49 min 47 s                             | 255 - Yamaha Sebastián Halpern + 59 min 53 s                          | 269 - Yamaha Lucasz Laskawiek + 6 h 17 min 38 s                                 |
| Automóveis   | 302 - Volkswagen Nasser Al-Attiyah Timo Gottschalk 45 h 16 min 16 s            | 308 - Volkswagen Giniel de Villiers Dirk von Ziztewitz + 49 min 41 s  | 300 - Volkswagen Carlos Sainz Lucas Cruz + 1 h 20 min 38 s                      |
| Camiões      | 500 - Kamaz Vladímir Chagin Sergey Savostin Ildar Shaysultanov 48 h 28 min 54" | 502 - Kamaz Firdaus Kabirov Aydar Belyaev Andrey Mokeev + 30 min 04 s | 518 - Kamaz Ilgizar Mardeev Vladimir Demyanenko Ayrat Mardeev + 3 h 20 min 17 s |

FONTE:

## Ligações Externas
- Sítio Oficial